# 陸軍野戦砲兵学校

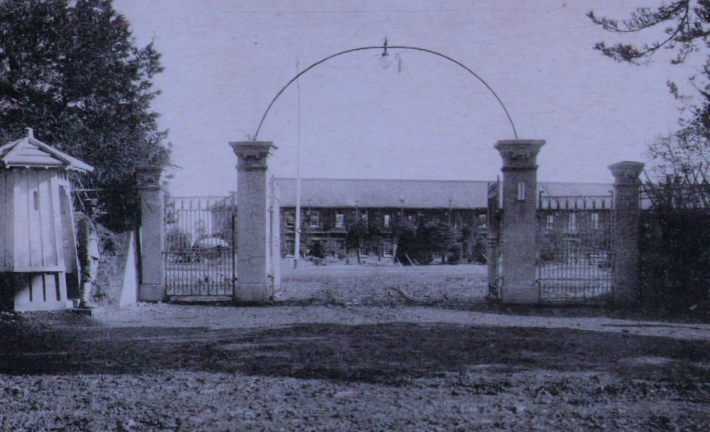
野戦砲兵学校の正門
（第二次世界大戦前の絵葉書）

陸軍野戦砲兵学校 （りくぐんやせんほうへいがっこう、旧字体：陸軍野戰砲󠄁兵學校󠄁）とは、旧日本陸軍において砲兵を養成していた教育機関である。現在の千葉県四街道市に置かれていた。学生の教育分野は甲種、乙種のほか観測、通信、馭法、情報など二十五種以上も併設されていた。四街道市役所の西側に石碑がある。

## 所在地
千葉県旭村鹿渡無番地（現在の四街道市中央・鹿渡無番地）や、隣接する千代田村下志津新田（現在四街道市）とその周辺には、幹部候補生隊が置かれていた。1937年（昭和12年）、日本は中華民国との全面戦争に突入（日中戦争）。野戦重砲兵第四連隊が1939年（昭和14年）に中国大陸へ移駐し、空いた施設を利用したものと思われる。

## 沿革
- 1873年（明治6年）：フランスより教官を招き、旧佐倉藩の砲術練習所（下志津火業所）にて砲術の伝習教育を開始。
- 1886年（明治19年）4月2日：陸軍砲兵射的学校として創立。
- 1896年（明治29年）：陸軍野戦砲兵射撃学校と改称され、四街道駅の北側へ移転。
- 1922年（大正11年）8月10日：陸軍野戦砲兵学校と改称し野戦重砲兵を含む教導聯隊を増設。高射砲練習隊を新設。
- 1933年（昭和8年）：情報・観測隊及び下士官候補生隊、幹部候補生隊を創設。
- 1941年（昭和16年）：少年兵の生徒隊、ロケット弾を含む迫撃砲隊、自走砲隊などを新設。
- 1945年（昭和20年）：終戦を迎え解隊。

## 歴代校長

### 陸軍砲兵射的学校長
- 江間孚通 砲兵中佐：1886年5月3日 - 1888年5月21日
- 黒瀬義門 砲兵中佐：1888年5月30日 -
- 熊谷宣篤 砲兵中佐：1893年4月21日 - 1894年6月14日
- 伊藤祐義 砲兵中佐：1894年6月14日 -
- 出石猷彦 砲兵中佐：1895年8月8日 - 1896年5月15日

### 陸軍野戦砲兵射撃学校長
- 伊藤祐義 砲兵大佐：不詳 - 1897年10月11日
- 野間駉 砲兵大佐：1897年10月11日 - 1903年5月1日
- 松本鼎 砲兵大佐：1903年5月1日 -
- 木下宇三郎 砲兵大佐：1907年11月13日 - 1910年10月1日
- 河北栄太郎 砲兵大佐：1910年10月1日 - 1913年8月22日
- 長尾駿郎 砲兵大佐：1913年8月22日 - 1916年8月18日
- 渡辺満太郎 少将：1916年8月18日 - 1917年8月6日
- 小野寺重太郎 少将：1917年8月6日 -
- 磯村年 少将：1919年4月15日 -
- 波多野義彦 少将：1921年3月28日 -

### 野戦砲兵学校長
- 波多野義彦 少将：1922年9月6日 - 1923年8月6日[4]
- 金山久松 少将：1923年8月6日[4] - 1926年3月2日[5]
- 原口初太郎 中将：1926年3月2日 -
- 室兼次 少将：1927年7月26日 -
- 西義一 中将：1930年8月1日 -
- 入江仁六郎 少将：1931年8月1日 -
- 伊東政喜 少将：1933年8月1日 -
- 山室宗武 少将：1934年8月1日 - 1936年3月23日[6]
- 井関隆昌 少将：1936年3月23日 -
- 広野太吉 少将：1937年8月14日 -
- 前田治 少将：1938年7月15日 -
- 井関仭 少将：1939年3月9日 -
- 佐野忠義 少将：1940年8月1日 -
- 重田徳松 少将：1941年6月20日 -
- 池田浚吉 少将：1942年3月2日 -
- 欠員：1944年3月4日 - 8月22日
- 橋本博光 少将：1944年8月22日 - 閉校

## 人物
教官
- ジョルジュ・ルボン （フランス軍砲兵大尉）
- 木村兵太郎
- 吉田豊彦
- 中島今朝吾
- 高村武人

著名な出身者
- 北白川宮永久王
- 盛厚王